# Phylica nitida
Phylica nitida là một loài thực vật có hoa trong họ Táo. Loài này được Lam. miêu tả khoa học đầu tiên năm 1797.

## Hình ảnh

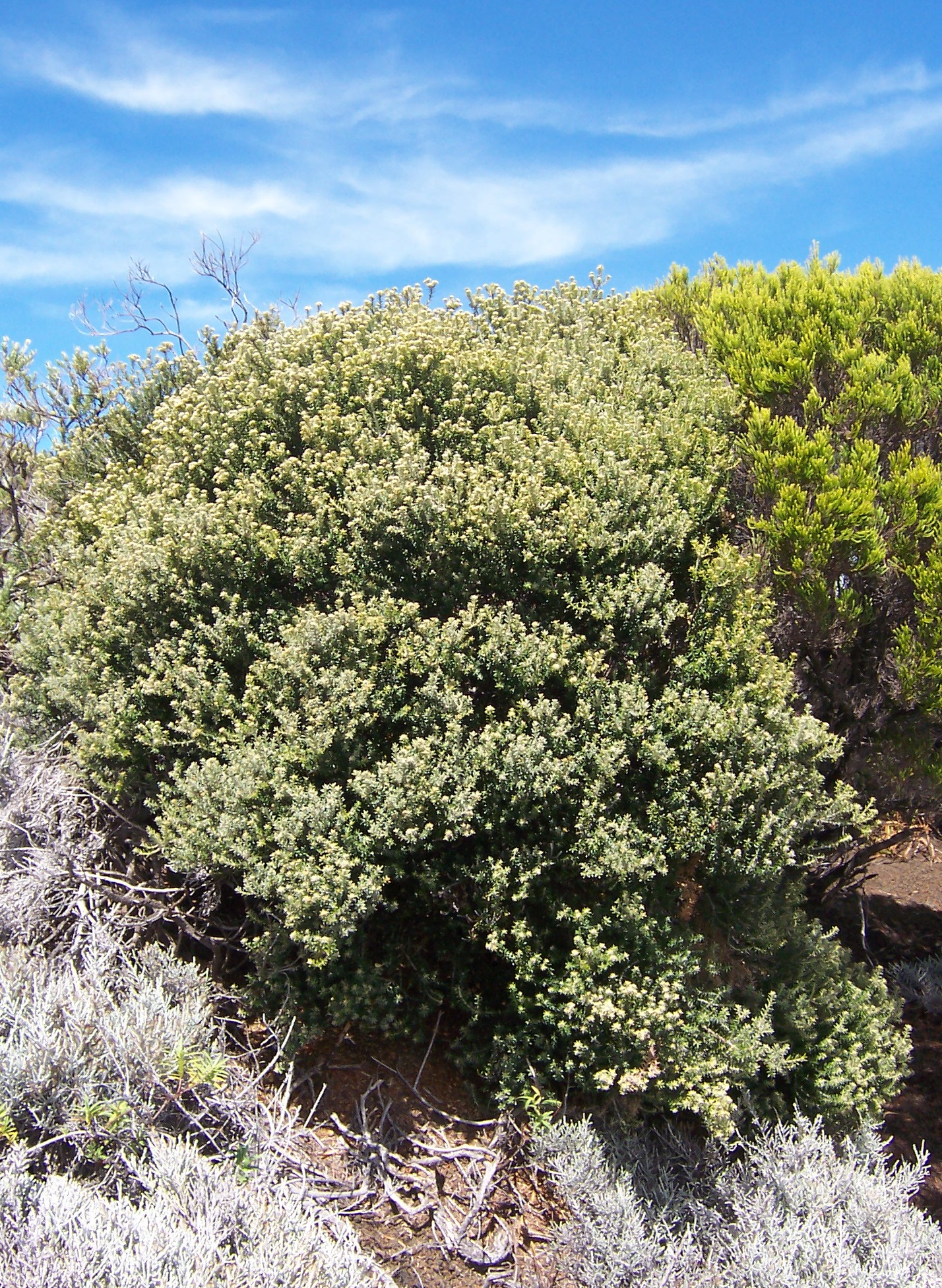